# 郭家店戰鬥
郭家店戰鬥發生於1932年8月16日，地點則是在中國皖西一帶（今六安市裕安区单王乡境内）。該戰鬥是第一次国共内战主要戰鬥之一，交戰一方為中華民國國民革命軍，另一方則為中國共產黨所領導之中國工農紅軍。